# Вангенгайм
Вангенгайм (нім. Wangenheim) — громада в Німеччині, розташована в землі Тюрингія. Входить до складу району Гота. Складова частина об'єднання громад Міттлерес-Нессеталь.
Площа — 9,99 км2. Населення становить Невірний параметр metadata 16 067 074 ос. (станом на 31 грудня 2021).

## Галерея

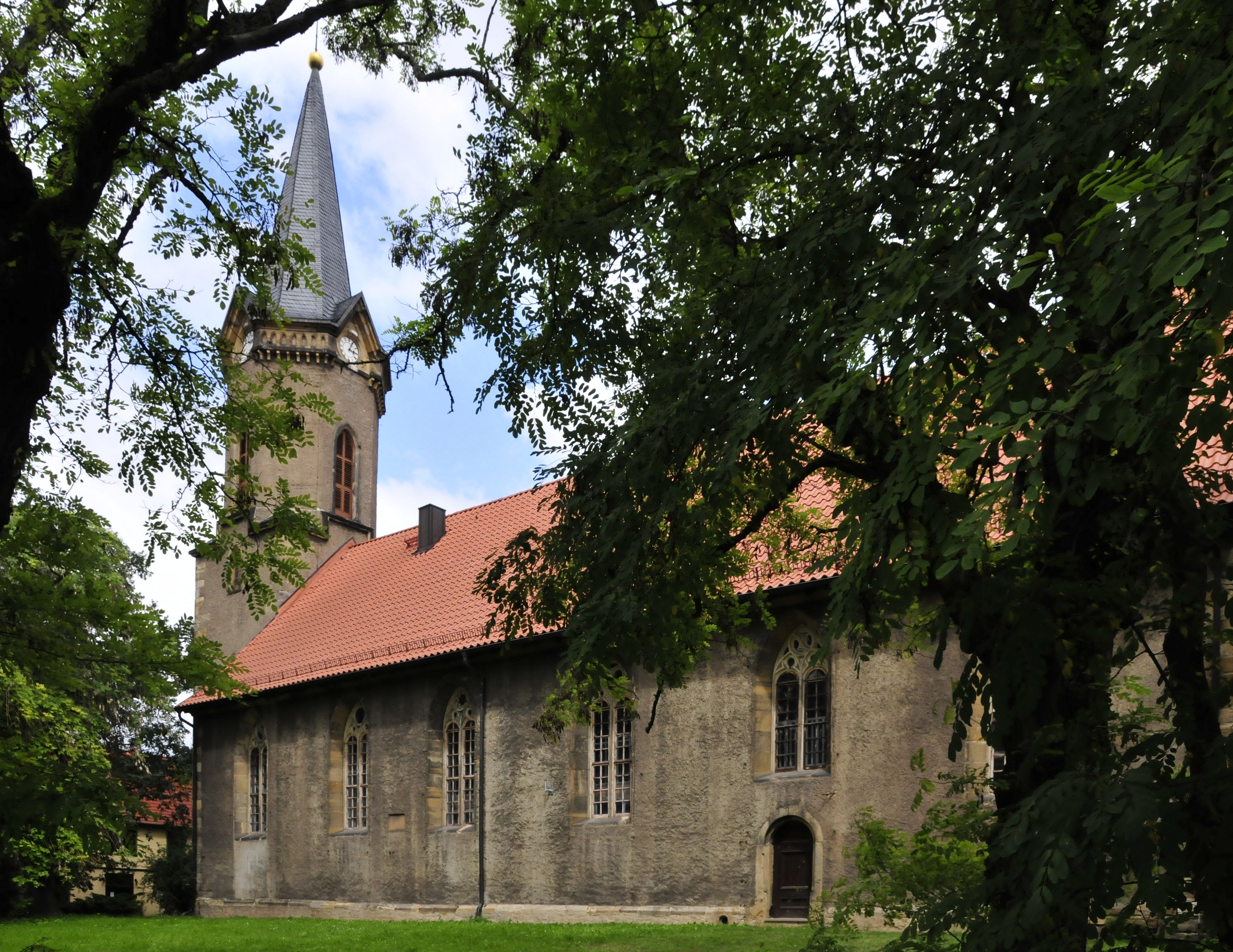
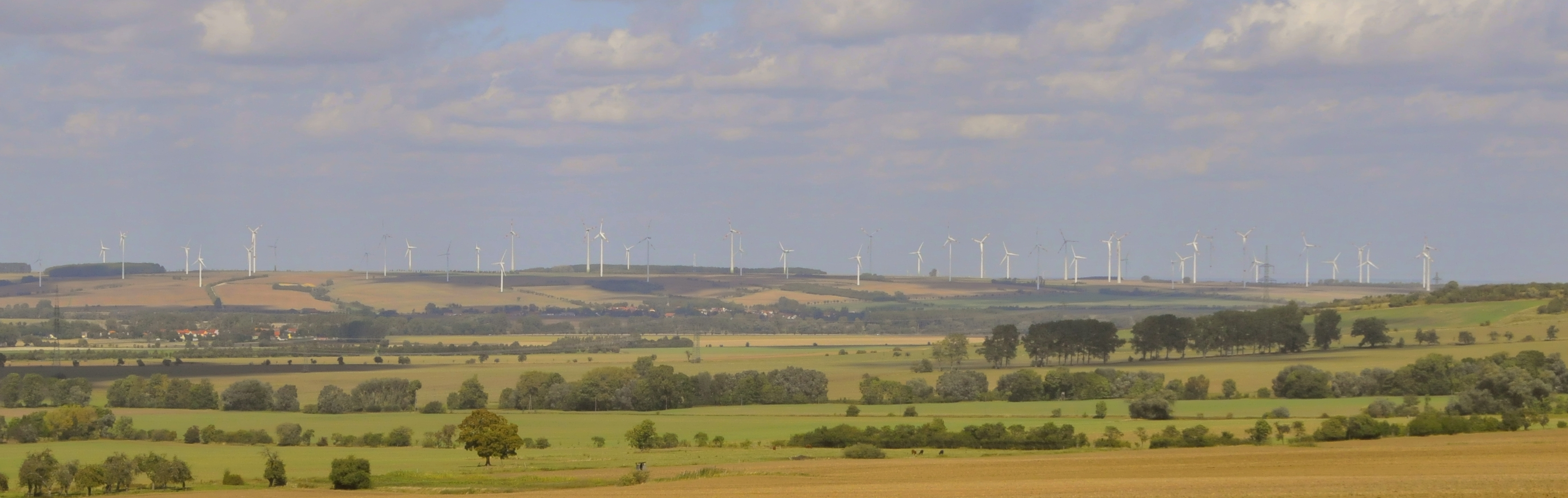